# دوره‌کانی
دوره‌کانی (به ترکی استانبولی: Devrekani) یک منطقهٔ مسکونی در ترکیه است که در استان قسطمونی واقع شده‌است. دوره‌کانی ۱٬۱۱۶ متر بالاتر از سطح دریا واقع شده‌است.